# Michele Scartezzini
Michele Scartezzini (Isola della Scala, 10 de janeiro de 1992) é um desportista italiano que compete no ciclismo nas modalidades de pista, especialista na prova de perseguição por equipas, e rota.
Ganhou três medalhas no Campeonato Mundial de Ciclismo em Pista entre os anos 2017 e 2020, e cinco medalhas no Campeonato Europeu de Ciclismo em Pista entre os anos 2012 e 2019.
Participou nos Jogos Olímpicos de Verão de 2016, ocupando o 6.º lugar na prova de perseguição por equipas.

## Medalheiro internacional
| Campeonato Mundial | Campeonato Mundial         | Campeonato Mundial | Campeonato Mundial      |
| Ano                | Lugar                      | Medalha            | Competição              |
| ------------------ | -------------------------- | ------------------ | ----------------------- |
| 2017               | Hong Kong ( China)         | Medalha de bronze  | Perseguição por equipas |
| 2018               | Apeldoorn ( Países Baixos) | Medalha de prata   | Scratch                 |
| 2020               | Berlim ( Alemanha)         | Medalha de prata   | Perseguição por equipas |
| Campeonato Europeu |                            |                    |                         |
| Ano                | Lugar                      | Medalha            | Competição              |
| 2012               | Panevėžys ( Lituânia)      | Medalha de bronze  | Perseguição por equipas |
| 2016               | Saint-Quentin ( França)    | Medalha de prata   | Perseguição por equipas |
| 2017               | Berlim ( Alemanha)         | Medalha de prata   | Perseguição por equipas |
| 2018               | Glasgow ( Reino Unido)     | Medalha de ouro    | Perseguição por equipas |
| 2019               | Apeldoorn ( Países Baixos) | Medalha de bronze  | Pontuação               |

1. 1 2 3 4  Competiu na rodada de classificação.

## Palmarés

### Estrada
2013
- Troféu Banca Popular de Vicenza